# Alaa Motar
Alaa Motar Hussein (arabisch علاء مطر حسين, DMG ʿAlāʾ Maṭar Ḥusain; * 22. November 1980) ist ein ehemaliger irakischer Hürdenläufer, der sich auf den 400-Meter-Hürdenlauf spezialisiert hat.

## Sportliche Laufbahn
Erste internationale Erfahrungen sammelte Alaa Motar vermutlich im Jahr 2004, als er dank einer Wildcard über 400 m Hürden an den Olympischen Sommerspielen in Athen teilnahm und dort mit 51,97 s in der ersten Runde ausschied. Anschließend belegte er bei den Panarabischen Spielen in Algier in 51,29 s den sechsten Platz. Im Jahr darauf schied er bei den erstmals ausgetragenen Islamic Solidarity Games in Mekka mit 50,87 s im Vorlauf aus und belegte mit der irakischen 4-mal-400-Meter-Staffel in 3:12,34 min den fünften Platz. Anschließend kam er bei der Sommer-Universiade in Izmir mit 51,98 s in der Vorrunde über 400 m Hürden aus und beendete daraufhin seine aktive sportliche Karriere im Alter von 25 Jahren.